# River Grove (Illinois)
River Grove es una villa situada en el condado de Cook, Illinois, Estados Unidos. Tiene una población estimada, a mediados de 2023, de 10 282 habitantes.
Está ubicada en el área metropolitana de Chicago, al sudeste del aeropuerto internacional O'Hare y de la villa de Rosemont. 

## Geografía
La localidad está ubicada en las coordenadas 41°55′27″N 87°50′17″O / 41.92417, -87.83806. Según la Oficina del Censo, tiene una superficie de 6.19 km², correspondientes en su totalidad a tierra firme.

## Demografía
Según el censo de 2020, en ese momento la localidad tenía una población de 10 612 habitantes. La densidad de población era de 1714.38 hab./km². El 68.33% de los habitantes eran blancos, el 2.21% eran afroamericanos, el 1.04% eran amerindios, el 2.25% eran asiáticos, el 0.01% era isleño del Pacífico, el 14.64% eran de otras razas y el 11.52% eran de una mezcla de razas. Del total de la población, el 31.54% eran hispanos o latinos de cualquier raza.